# Marian C. Diamond
Marian Cleeves Diamond (ur. 11 listopada 1926 w Glendale, Kalifornia, zm. 25 lipca 2017 w Oaklandzie) – amerykańska profesor anatomii człowieka i neuroanatomii w University of California, Berkeley, badaczka zmian strukturalnych w korze mózgu, zachodzących w każdym wieku, m.in. pod wpływem środowiska oraz steroidowych hormonów płciowych, badaczka mózgu Einsteina.

## Życiorys

### Dzieciństwo
Była najmłodszym z sześciorga dzieci lekarza, Montague Cleeves'a, miłośnika klasycznej literatury znającego kilka języków, członka kościoła episkopalnego (później wybrał unitarianizm). Matka, Rosa Marian
Wamphler Cleeves, urodzona w Nowym Jorku, była prezbiterianką pochodzenia szwajcarskiego, córką profesora uniwersytetu w Brnie, również zainteresowaną literaturą. Przed ślubem i przeniesieniem się do La Crescenta-Montrose pracowała m.in. w University of California, Berkeley, gdzie zajmowała się literaturą niemiecką.
Dr Montague Cleeves przyjechał do Stanów Zjednoczonych z Anglii Północnej, prawdopodobnie szukając w Kalifornii dobrego klimatu, sprzyjającego leczeniu chorób płuc. Najwcześniejsze życie najmłodszej córki i jej matki było zagrożone z powodu nowotworu macicy, jednak obie dożyły starości. Rodzina mieszkała w posiadłości zapewniającej dzieciom doskonałe warunki rozwoju, w tym np. spożywanie domowych przetworów z owoców z własnego sadu, mleka od własnych kóz i jajek od kur z własnego kurnika, możliwości korzystania z kortu tenisowego, przejażdżek konno i wielu innych rozrywek. W zamierzeniu ojca było to SUNNYSLOPE – słoneczne miejsce „zastrzeżone dla dzieci”. Równocześnie Montague Cleeves był ojcem wymagającym – spośród rodzeństwa tylko Marian nie obawiała się go. Wspominając ten okres swojego życia nazywała te warunki wzbogacającym zewnętrznym środowiskiem dla rozwijającej się kory jej mózgu. Twierdziła, że wcześnie nauczyła się nie bać się silnych, dominujących mężczyzn, co pozwalało później pokonywać przeszkody w życiu zawodowym.

### Edukacja i początek kariery zawodowej
Początkowo uczyła się w gimnazjum w La Crescenta (2 mile od domu). Ludzki mózg zobaczyła po raz pierwszy w wieku 15 lat, w Los Angeles County Hospital, w którym pracował ojciec. Było to przeżyciem inspirującym. Studiowała w Glendale Community College, a następnie w University of California w Berkeley, specjalizując się w embriologii kręgowców i anatomii porównawczej. Uzyskała stopień B.A. w roku 1948, M.A. w roku 1949 i Ph.D. w roku 1953. Odbyła Certificate of Courses w roku 1948 w Uniwersytecie w Oslo (Norwegia).

### Kariera zawodowa
Pracę zawodową Marian Cleeves Diamond rozpoczynała w:
- Harvard University – jako asystent badawczy (1952–1953),
- Cornell University – jako instruktor (1955–1958),
- University of California School of Medicine w San Francisco – jako wykładowca (1958–1960).

Od roku 1960 jest związana z University of California, Berkeley (UC Berkeley), w którym zajmowała w latach 1960–1965 stanowisko wykładowcy, a od roku 1965 – stanowisko profesora. Pełniła w UC Berkeley funkcję prodziekana i dziekana College of Letters and Science (1967–1972) i dyrektora Lawrence Hall of Science (1990–1996). W latach 1985–1996 należała do Governor’s Board Rand Graduate School.

## Tematyka badań
We wczesnym okresie kariery naukowej Marian Cleeves Diamond zajmowała się anatomią zwierząt. W roku 1948 uczestniczyła w badaniach z zakresu biologii morskiej, w tym w wyprawach polarnych. Po powrocie do Stanów Zjednoczonych i kursach neuroanatomii w Medical School skoncentrowała się na problemach neurologii, a zwłaszcza neuroanatomii. Po II wojnie światowej przedmiotem jej badań były m.in. zagadnienia bólu, np. bólów fantomowych, odczuwanych przez ofiary wojny po amputacjach (praca magisterska, 1949). W następnych latach wykonywała badania histologiczne i fizjologiczne, dotyczące hormonów przysadki. Była zainteresowana m.in. ilością wazopresyny (ATC, ADH) w nucleus supraopticus podwzgórza i w tylnej przysadce szczurów w różnych warunkach doświadczalnych. Wykonała pracę doktorską na temat Interrelationships of the Hypothalamus and the Neurohypophysis (1953).
Zasadniczym tematem pracy badawczej, prowadzonej przez ponad 35 lat, stała się kora mózgu. W latach 80. wielkie zainteresowanie wzbudziły podjęte przez nią badania fragmentów mózgu Alberta Einsteina. W próbkach pochodzących z różnych regionów kory mózgowej obu półkul oznaczono stosunek liczby neuronów do liczby komórek glejowych. Wyznaczone wskaźniki porównano z uzyskanymi w czasie badań próbek z tych samych obszarów kory 11. innych mężczyzn. Obliczano liczbę komórek różnego typu, wybarwionych metodą Heinricha Klüvera i Elizabeth Barrery, obserwowanych w polu widzenia mikroskopu. Wykazano, że próbka kory ciemieniowej Einsteina, pobrana z lewej, dominującej półkuli jego mózgu, różni się w istotnym stopniu od analogicznych próbek grupy kontrolnej. W próbce z tego rejonu kory Einsteina, odpowiadającego za myślenie abstrakcyjne, obrazowanie wizualne i myślenie złożone, znajdowała się znacznie większa względna liczba nieneuronalnych komórek glejowych niż w pozostałych. Istotnej różnicy nie stwierdzono w przypadku próbek z innych obszarów kory.
Do najważniejszych dokonań Marian Cleeves Diamond i jej zespołu w dziedzinie neuroanatomii człowieka zalicza się m.in. wykazanie, że struktura kory mózgu ulega zmianom w każdym wieku, od okresu prenatalnego do późnej starości, przy czym istotną rolę odgrywa środowisko (jego wzbogacenie powoduje wzrost umiejętności uczenia się i odwrotnie) lub że struktura kory mózgu kobiet różni się znacznie od struktury kory mózgu mężczyzn i może ulegać zmianom w przypadku braku steroidowych hormonów płciowych.

## Publikacje
Marian C. Diamond jest autorką lub współautorką m.in. książek:
- 1979 – Hormonal Contraceptives: Oestrogens and Human Welfare (M.C. Diamond, C.C. Korenbrot),
- 1985 – The Human Brain Coloring Book (M.C. Diamond, Arnold B. Scheibel,
- 1988 – Enriching Heredity: The Impact of the Environment on the Anatomy of the Brain (M.C. Diamond),
- 1999 – The Magic Trees of the Mind: HT Nuture your Child's Intelligence Creativity Healthy Emotions from Birth thru (M.C. Diamond, J. Hopson).

Wykaz publikacji naukowych, zamieszczony na stronie internetowej College of Letters and Science (University of California, Berkeley), obejmuje pozycje:
- 1993 – Diamond, M.C., An optimistic view of aging, Generations (special issue on mental health),
- 1993 – Diamond, M.C., Hearts, brains, and education: A new alliance for science curriculum, Higher Learning in America, 1980–2000, ed. A. Levine, 273–283. Baltimore: The Johns Hopkins University Press,
- 1995 –  D.W. Lewis, M.C. Diamond, The influences of gonadal steroids on the asymmetry of the cerebral cortex, Brain Asymmetry, ed. E.R.J. Davidson, K. Hugdahl, 31–50. Cambridge, MA: M.I.T. Press,
- 1996 – G.O. Gaufo, M.C. Diamond, Prolactin increases CD4/CD8 cell ratio in thymus-grafted congenitally athymic nude mouse, Proc. Natl. Acad. Sci. USA,
- 1997 – G.O. Gaufo, M.C. Diamond, Thymus graft reverses morphological deficits in dorsolateral frontal cortex of congenitally athymic nude mice, Brain Res.,
- 2001 – M.C. Diamond, Response of the brain to enrichment, Annals of the Brazilian Academy of Sciences, Vol 73 (2),
- 2001 – M.C. Diamond, Enrichment, response of the brain, Encyclopedia of Neuroscience, 3rd edition, Elsevier Science,
- 2001 – M.C. Diamond, J. Weidner, P. Schow, S. Grell, M. Everett, Mental stimulation increases circulating CD4-positive T lymphocytes: a preliminary study, Cognitive Brain Research,
- 2002 – A.H. Mohammed, S.W. Zhu, S. Darmopil, J. Hjerling-Leffler, P. Ernfors, B.K. Winblad, M.C. Diamond, P.S. Eriksson, N. Bogdanovic, Environmental enrichment and the brain, Progress in Brain Research.

## Nagrody i wyróżnienia
Marian C. Diamond jest członkiem American Association for the Advancement of Science i California Academy of Sciences. Otrzymała California Professor of the Year, National Gold Medal od Council for Advancement & Support of Education oraz m.in.:
- Distinguished Service Award od California Biomedical Research Association,
- tytuł Alumna of the Year od California Alumni Association,
- Medale San Francisco State University i La Universidad del Zulia oraz Brazilian Gold Medal of Honor,
- Benjamin Ide Wheeler Service Award,
- tytuł Distinguished Senior Woman Scholar in America od the American Association of University Women.

## Życie prywatne
Marian Cleeves wyszła za mąż w roku 1950 za Richarda Martina Diamonda, doktora fizyki atomowej i chemii, którego promotorem w UC Berkeley był Glenn Seaborg (później pracującego w Harvard University), i laureata Tom W. Bonner Prize in Nuclear Physics w roku 1980. W tym związku urodziło się czworo dzieci: Catherine Theresa Diamond (ur. 1953 w Bostonie, Massachusetts), Richard Cleeves Diamond (ur. 1955 w Ithaca, Nowy Jork), Jeff Barja Diamond (ur. 1958 w Ithaca, Nowy Jork) i Ann Diamond (ur. 1962 w Berkeley).